# Lloyd Keaser
Lloyd Weldon Keaser (* 9. února 1950 Pumphrey, USA) je bývalý americký zápasník, na mezinárodní úrovni startující ve volném stylu. V roce 1976 vybojoval stříbro na olympijských hrách, v roce 1973 zlato na mistrovství světa a v roce 1975 zlato na Panamerických hrách.